# Abas (Einheit)
Der Abas war eine persische Masseneinheit. Das Maß verwendete man als Perlengewicht.
Der Begriff war auch ein Zweitname für die persische Silbermünze Abassy/Abaschee/Abbas.
- 1 Abas = 0,1458 Gramm (nach[1] 7/40 Gramm = 0,175 Gramm)

Das Maß soll ⅞ Karat entsprochen haben.